# Судоходный канал

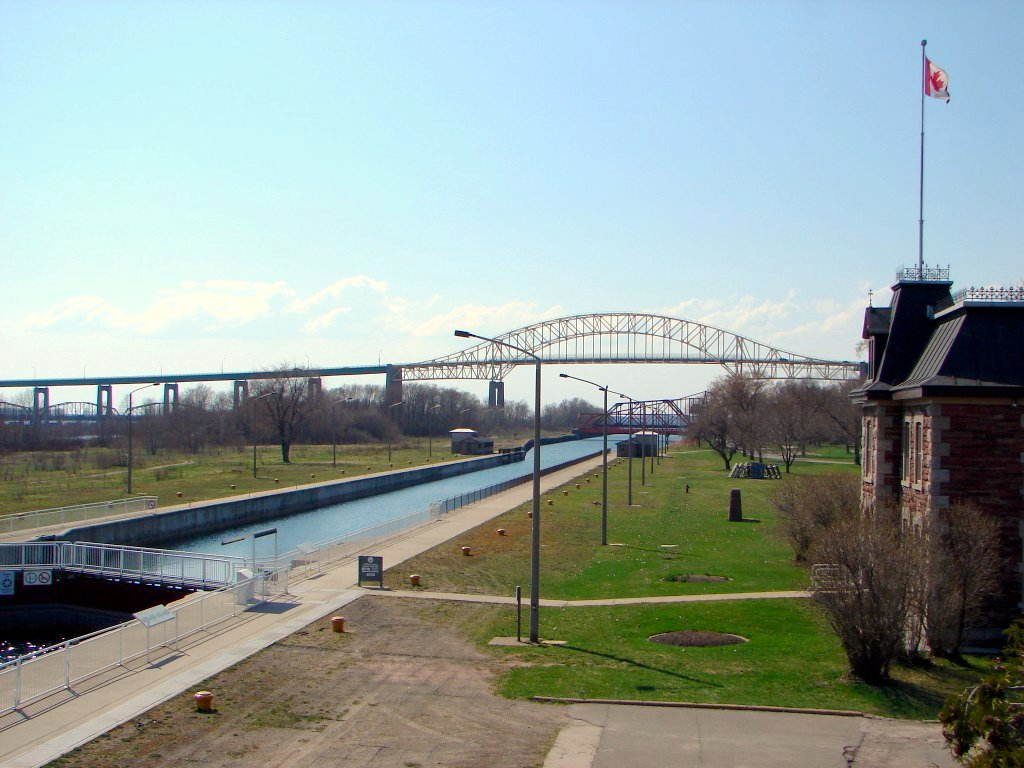
Каналы Soo Locks на Великих озёрах

Профиль Беломорско-Балтийского канала

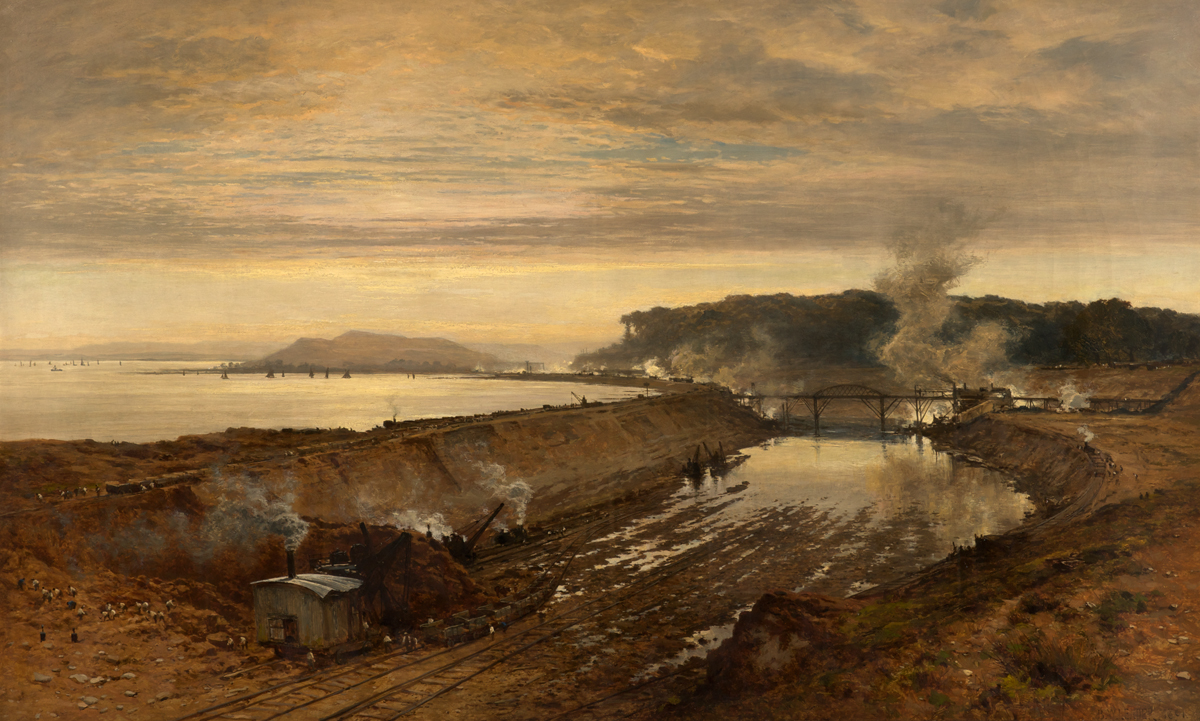
Манчестерский канал, 1891 год

Судоходные каналы (искусственные водные пути) — каналы, осуществляющие транспортные функции, например, для доставки грузов или людей.
Судоходные каналы — пресноводные и морские, — которые соединяют реки, озёра и моря, рассчитаны, как правило, на всевозможный водный транспорт — от маленьких лодок до огромных сухогрузов. 
Судоходные каналы подразделяются на открытые и шлюзованные; первые из них соединяют водные пути с одинаковым уровнем воды, вторые — водоёмы с разными уровнями. 
Из открытых каналов можно назвать крупные Суэцкий и Коринфский, однако подавляющее большинство подобных сооружений — второго типа: их шлюзовые системы позволяют судам подниматься из низких участков канала на более высокие, и наоборот. Самые знаменитые шлюзовые каналы — Панамский и Кильский. В свою очередь, пресноводные каналы делятся на транзитные (соединяют несколько водоёмов), водораздельные (связывают бассейны двух рек), обходные (обводные) или спрямляющие (огибают порожистые или бурные участки, а также сокращают путь между двумя пунктами извилистого русла) и соединяющие (их прокладывают от водных путей к крупным промышленным центрам).

## Судоходные каналы по основным функциям
Судоходные каналы по основным функциям бывают:
- соединительные каналы между судоходными реками и морями (Суэцкий (построен в 1869 г.), Панамский (1914) каналы и др.);
- обходные (обводные) каналы, проходящие в обход труднопроходимых участков открытых водоемов, например, озёр и морей (каналы Онежский, Приладожский, Береговой Мексиканский и др.), или в обход участков рек с порогами;
- выпрямительные каналы — для уменьшения извилистости реки и сокращения длины водного пути (Хорошевский канал, Карамышевский канал;
- подходные каналы — судоходные подходы с моря, озера или реки к населённым пунктам, внутренним портам, промышленных предприятий, сельскохозяйственных районов (Морской канал в Санкт-Петербурге, Манчестерский канал и др.).

Обходные, выпрямительные и подходные каналы строят обычно открытыми (нешлюзоваными). Почти все соединительные каналы — шлюзованные, из-за значительной, разности уровней в реках (морях), соединяемых, а также из-за необходимости уменьшения объёмов земляных работ при проведении каналов через водоразделы. Вода в шлюзованные каналы подается самотеком (самотечные каналы) или насосными станциями (машинные каналы).

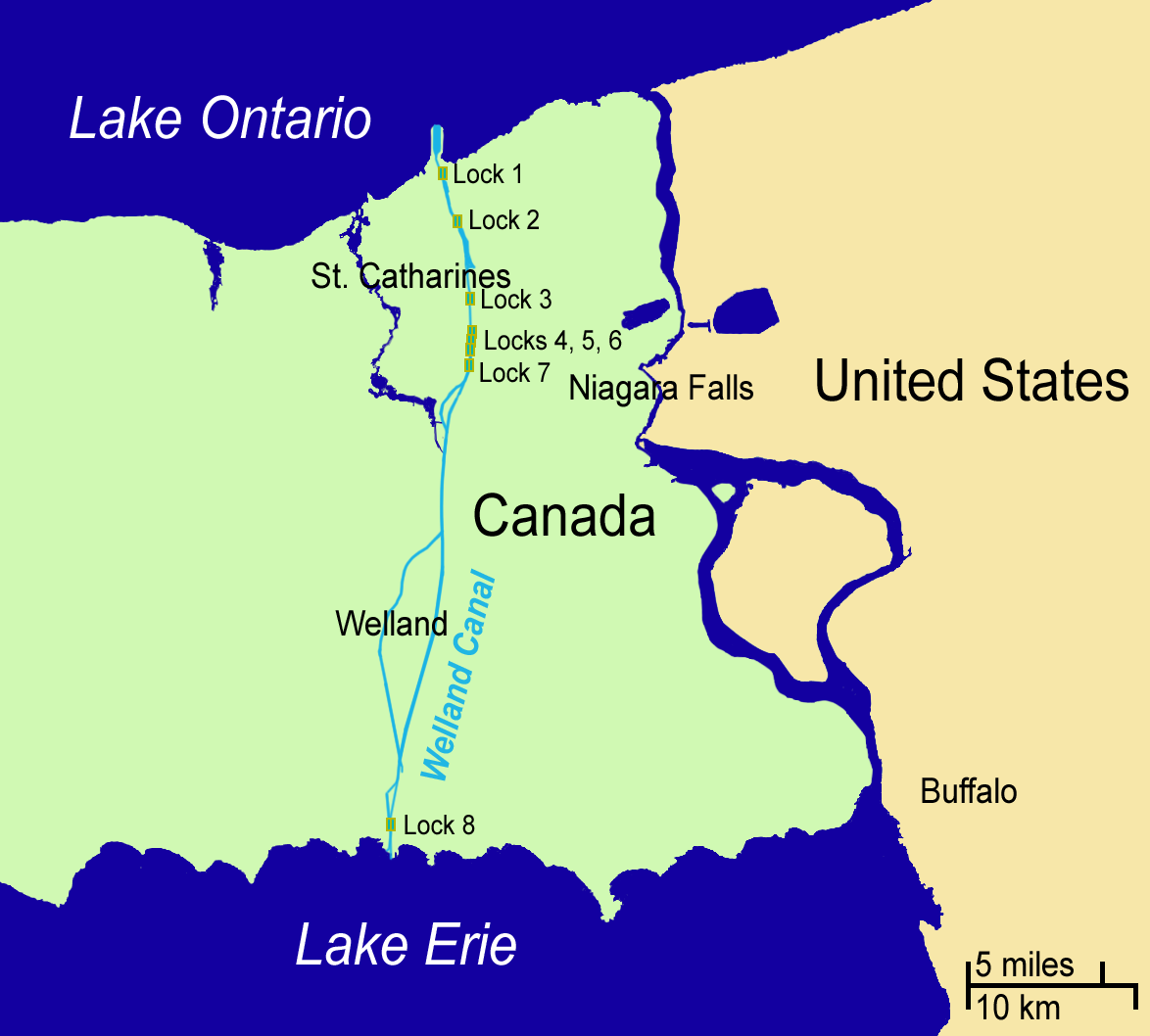
Уэллендский канал в Канаде протяжённостью 42 км связывает озеро Онтарио с озером Эри восемью шлюзами, позволяя кораблям обходить Ниагарский водопад высотой 51 м

Судоходные каналы характеризуются значительной протяженностью (например, длина берегового канала в США от Нью-Йорка до полуострова Флорида около 1,8 тыс. Км, Беломорско-Балтийского канала — 227 км, Днепровско-Бугского канала — 196 км, Суэцкого канала — 171 км, Панамского канала — 81,6 км) и большими размерами поперечного сечения (ширина по зеркалу Суэцкого канала 120—150 м, глубина 12-13 м).

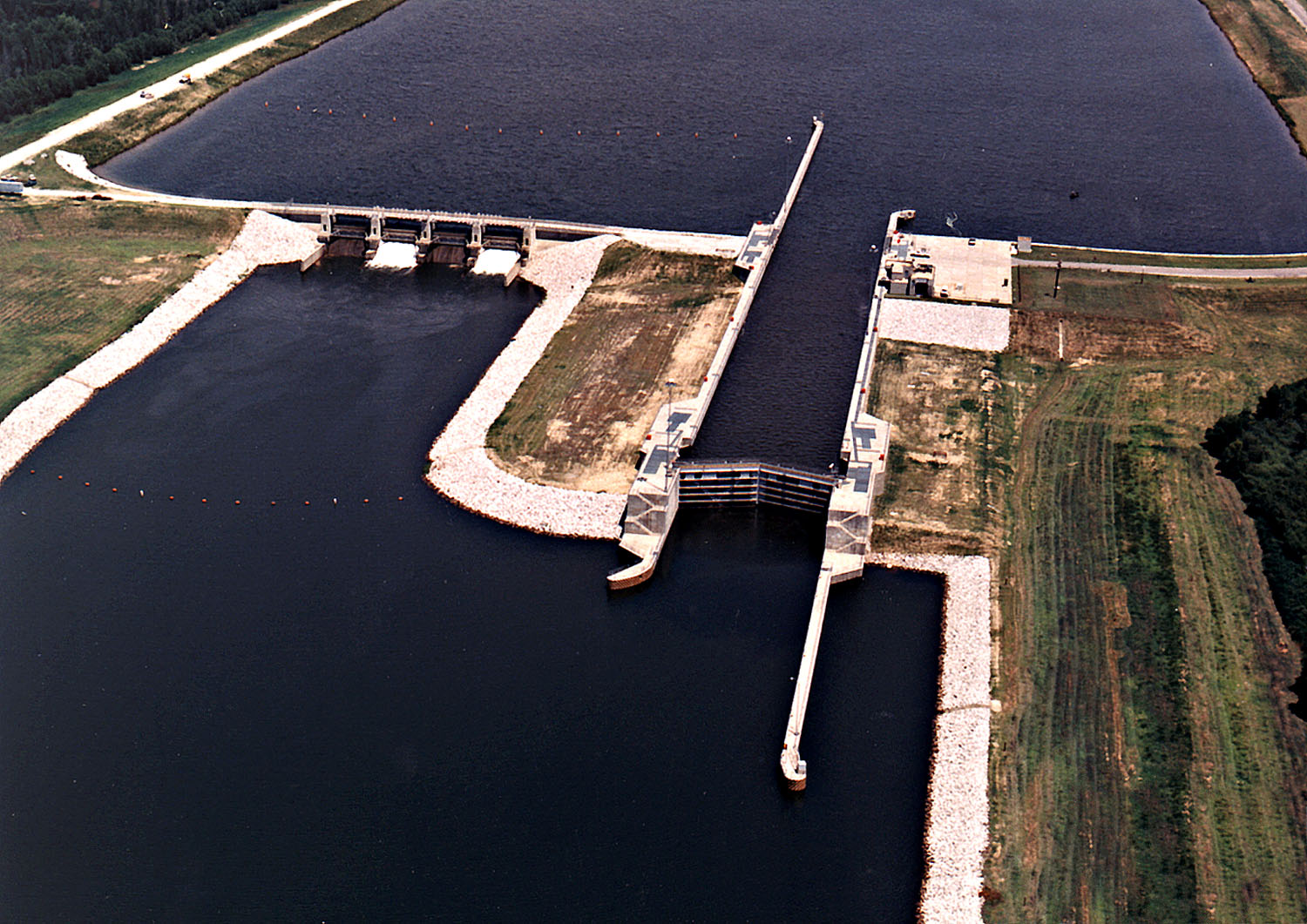
Шлюз на обводном канале дамбы

Каналы существенно улучшили связь между океанами, и с момента их открытия отпала необходимость плыть вокруг материков, чтобы попасть с Атлантики до Тихого океана или с Средиземноморья до Индийского океана.

## Использование шлюзов в каналах
При строительстве первых искусственных каналов, возводимых, как правило, на довольно плоских, негористых участках местности, их инженеры и строители предпочитали строить обводы в случае попадания на пути канала холмов, либо низин. Однако удлинение канала влекло за собой чрезмерное удорожание его строительства и увеличивало длительность прохождения по нему судна. Для решения этой проблемы стали применяться шлюзы. Далее, по мере усовершенствования технических знаний и возможностей, для прохождения препятствий стали применяться всё новые решения: акведуки, туннели, дамбы. И в каждом из таких сооружений продолжили использовать шлюзы, ставшие с тех времён и по сей день неотъемлемой частью практически любого гидросооружения.

## Крупные судоходные каналы
| Канал                               | протяженность        | глубина камер шлюзов               | ширина по зеркалу/ глубина /Размеры камер шлюзов | Местоположение | Дополнительная информация |
| ----------------------------------- | -------------------- | ---------------------------------- | ------------------------------------------------ | -------------- | --- |
| Беломорско-Балтийский канал         | 227 км (141 миль)    | 3,5 м (11 фута)                    | 135 м × 14.3 м × 3.5 м                           | Россия         | - Открыт в 1933, частично состоит из бывших рек и озер, в остальном — искусственно созданный канал. - Малая глубина ограничивает проход современных судов по каналу. |
| Канал Рейн-Майн-Дунай               | 171 км (106 миль)    | 4 м (13 фута)                      | lock dimensions: 190m x 11.45 m x 4 m            | Германия       | - Открыт в 1992. Соединяет крупные реки Рейн и Дунай, вместе с этим даёт проход от Северного моря к Чёрному.                                                         |
| Суэцкий канал                       | 193,30 км (120 миль) | No locks, but 24 м (79 фута) deep. | 205 м (673 футов) в ширину                       | Египет         | - Открыт в 1869, связывает Средиземное и Красное моря. |
| Волго-Донской канал                 | 101 км (63 миль)     | 3,5 м (11 фута)                    | lock dimensions: 140m x 16.7 m x 3.5 m           | Россия         | - Открыт в 1952, связывает Чёрное, Азовское и Каспийское моря. |
| Кильский канал                      | 98 км (61 миль)      | 14 м (46 футов)                    | lock dimensions: 310m x 42 m x 14 m              | Германия       | - Открыт в 1895. Сокращает время прохода межу Северным и Балтийским морями.                                                                                          |
| Хьюстонский судоходный канал        | 80 км (50 миль)      | 14 м (46 футов)                    | 161 м (528 фут) в ширину                         | США            | - Связывает Хьюстон и Техас с Мексиканским заливом. |
| Панамский канал                     | 77 км (48 миль)      | 25,9 м (85 фута)                   | lock dimensions: 320m x 33.53 m x 25.9 m         | Панама         | - Открыт в 1914 году. Связывает Карибское море с Тихим океаном. |
| Канал Дунай — Чёрное море (Румыния) | 64,4 км (40 миль)    | 5,5 м (18 фута)                    | lock dimensions: 138 m x 16.8 m x 5.5 m          | Румыния        | - Открыт в 1984 году. Связывает Дунай с Чёрным морем. |
| Манчестерский канал                 | 58 км (36 миль)      | 8,78 м (29 фута)                   | lock dimensions: 170.68 m x 21.94 m x 8.78 m     | Великобритания | - Открыт в 1894 году. Связывает город Манчестер с Ирландским морем.                                                                                                  |
| Уэллендский канал                   | 43,4 км (27 миль)    | 8,2 м (27 фута)                    | lock dimensions: 225.5 m x 23.8 m x 8.2 m        | Канада         | - Открыт 6 августа 1932 года. Связывает озеро Эри с озером Онтарио и является частью морского пути Святого Лаврентия.                                                |
| Канал Святого Лаврентия             | 600 км (370 миль)    | 8,2 м (27 фута)                    | lock dimensions: 225.5 m x 23.8 m x 8.2 m        | Канада США     | - Связывает Монреаль с озером Верхним. |

## Знаменитыеканалы
- Суэцкий канал обеспечивает 7 % мирового морского грузооборота, играет ключевую роль в снабжении Европы ближневосточной нефтью, а для Египта является вторым после туризма источником валютной выручки.
- Великий канал Китая — самый длинный в мире канал, тянущийся от м.[что?] Пекин в г. Ханчжоу, составляя в длину 1794 км. Строился в течение двух тысяч лет — с VI в. до н. э. до XIII в. н. э.
- Береговой канал — система канализированных водных путей вдоль побережья Мексиканского залива и Атлантического океана на юге и востоке США. Общая длина — 4800 км, но строго говоря, не является одним непрерывным водным путём.
- Августовский канал — этот канал один из самых старых и узких судоходных каналов в мире. Канал открыли для судоходства в  1839 году. Его длина составляет 101 километр соединяет две крупные реки, Вислу и Неман. Августовский канал проходит 22 километра по территории  Белоруссии и 79 километров по территории Польши. В  некоторых местах канала его ширина не превышает 3 метров, а глубина 2 метров.[1]
- Гёта-канал — находится в Швеции и соединяет Северное и Балтийское моря. Его глубина не превышает 3 метров, по этому он не пригоден для крупных океанских лайнеров и торговых судов, но пользуется популярностью у яхтсменов, рыбаков и небольших пассажирских судов. Примечательно, что на протяжении всего канала, длина которого составляет 390 км., находятся 58 шлюзов. Ширина канала относительно не болшая и варируется от 7 до 14 метров. [1]
- Коринфский канал — соединяет Эгейского в Ионическое моря. Этот уникальный во всех смыслах канал  вырублен в монолитной известняковой скале и имеет 25 метров в ширину. Канал считается одним из самых узких на планете по соотношению глубины и ширины. Канал сокращает протяженность маршрута на 400 километров.[1]
- Клонг — сложнейшая система каналов, находится в центральной части равнины Таиланда, Клонг еще называют «Азиатская венеция»[2]. Долгое время Клонг был главным водным путём в страны, торговцам и путешественникам удавалось попасть из одного уголка страны в другой только благодаря этой системе каналов[2].